# Безберг (перевал)
Перевал Безберг (нім. Bözberg) (висота 569 м.) — гірський перевал у горах Юра в кантоні Аргау в Швейцарії.
З'єднує долину річки Фрік і Бругг і є найкоротшою дорогою між Базелем і Цюрихом.
Під перевалом прокладено два тунелі: залізничний тунель Безберг для Федеральної залізниці та автомобільний тунель Безберг для автобану A-3.

## Історія
У римські часи перевал був відомий як Гора Воцецій; він утворив важливий зв'язок між Августою Раурикою та Віндоніссою. Римська дорога проходила дещо на північ від нинішнього маршруту, і її ділянку можна побачити поблизу Ефінгена. Це було місце остаточної поразки Гельветів у 69 році нашої ери після їхнього повстання під час громадянської війни Гальби. Авл Цецина Алієн розгромив залишки гельветських військ у Монс Воцецій, після чого гельветська столиця в Авентикумі була змушена здатися (Тацит, Hist. 1.67-69).